# La Liga 1989-1990
Sezonul La Liga 1989-90 a fost al 59-lea sezon din istoria primei ligi spaniole. Campionatul a început pe 2 septembrie 1989 și s-a terminat pe 3 mai, 1990. Următoarele echipe au jucat în acel sezon:
| - Athletic Bilbao - Atlético Madrid - FC Barcelona - Cádiz CF - CD Castellón - Celta de Vigo - CD Logroñés - CD Málaga - RCD Mallorca - Osasuna |  | - Rayo Vallecano - Real Madrid - Real Oviedo - Real Sociedad - Sevilla FC - Sporting de Gijón - Tenerife - Valencia CF - Valladolid - Zaragoza |

## Clasamentul final
| M  | Club              | J  | V  | E  | Î  | GP  | GÎ | Pct | Gv  | Comentariu                                     |
| -- | ----------------- | -- | -- | -- | -- | --- | -- | --- | --- | ---------------------------------------------- |
| 1  | Real Madrid       | 38 | 26 | 10 | 2  | 107 | 38 | 62  | +69 | Campioana La Liga Cupa Campionilor Europeni    |
| 2  | Valencia CF       | 38 | 20 | 13 | 5  | 67  | 42 | 53  | +25 | Cupa UEFA                                      |
| 3  | FC Barcelona      | 38 | 23 | 5  | 10 | 83  | 39 | 51  | +44 | Cupa Cupelor UEFA (câștigătoarea Copa del Rey) |
| 4  | Atlético Madrid   | 38 | 20 | 10 | 8  | 55  | 35 | 50  | +20 | Cupa UEFA                                      |
| 5  | Real Sociedad     | 38 | 15 | 14 | 9  | 43  | 35 | 44  | +8  | Cupa UEFA                                      |
| 6  | Sevilla FC        | 38 | 18 | 7  | 13 | 64  | 46 | 43  | +18 | Cupa UEFA                                      |
| 7  | CD Logroñés       | 38 | 18 | 5  | 15 | 47  | 51 | 41  | -4  |                                                |
| 8  | Osasuna           | 38 | 14 | 12 | 12 | 42  | 42 | 40  | 0   |                                                |
| 9  | Zaragoza          | 38 | 16 | 8  | 14 | 52  | 52 | 40  | 0   |                                                |
| 10 | RCD Mallorca      | 38 | 11 | 17 | 10 | 36  | 34 | 39  | +2  |                                                |
| 11 | Real Oviedo       | 38 | 12 | 15 | 11 | 41  | 46 | 39  | -5  |                                                |
| 12 | Athletic Bilbao   | 38 | 11 | 15 | 12 | 37  | 39 | 37  | -2  |                                                |
| 13 | Sporting de Gijón | 38 | 12 | 10 | 16 | 37  | 34 | 34  | +3  |                                                |
| 14 | CD Castellón      | 38 | 9  | 14 | 15 | 30  | 48 | 32  | -18 |                                                |
| 15 | Cádiz CF          | 38 | 12 | 6  | 20 | 28  | 63 | 30  | -35 |                                                |
| 16 | Valladolid        | 38 | 8  | 14 | 16 | 31  | 41 | 30  | -10 |                                                |
| 17 | CD Málaga         | 38 | 9  | 10 | 19 | 23  | 50 | 28  | -27 | Play-off retrogradare                          |
| 18 | Tenerife          | 38 | 8  | 10 | 20 | 42  | 60 | 26  | -18 | Play-off retrogradare                          |
| 19 | Celta de Vigo     | 38 | 5  | 12 | 21 | 24  | 51 | 22  | -27 | Retrogradată în Segunda División               |
| 20 | Rayo Vallecano    | 38 | 6  | 7  | 25 | 32  | 75 | 19  | -43 | Retrogradată în Segunda División               |

### Playoff retrogradare
| Meciuri acasă: |     |                        |
| Tenerife       | 0-0 | Deportivo de La Coruña |
| RCD Español    | 1-0 | CD Málaga              |

| Meciuri în deplasare:  |     |             |                           |
| Deportivo de La Coruña | 0-1 | Tenerife    | Agg:0-1                   |
| CD Málaga              | 1-0 | RCD Español | Agg:1-1 // Penaltiuri:5-6 |

## Trofeul Pichichi
| Golgeteri     | Goluri | Echipa          |
| ------------- | ------ | --------------- |
| Hugo Sánchez  | 38     | Real Madrid     |
| Toni Polster  | 33     | Sevilla FC      |
| Baltazar      | 18     | Atlético Madrid |
| John Aldridge | 16     | Real Sociedad   |
| Julio Salinas | 15     | FC Barcelona    |

| Campioni La Liga 1989-90    |
| --------------------------- |
| Real Madrid Al 25-lea Titlu |